# John G. Morris
Pour les articles homonymes, voir John Morris et Morris.
John Godfrey Morris, né le 7 décembre 1916 à Maple Shade (New Jersey) et mort le 28 juillet 2017 dans le 14e arrondissement de Paris, est un éditeur américain de photographies et une figure importante du photojournalisme.

## Biographie
John Godfrey Morris passe son enfance et sa jeunesse à Chicago, où il étudie les sciences politiques. 
Responsable de la couverture photographique de la Seconde Guerre mondiale sur le front occidental pour le magazine Life dont il est photo-éditeur au bureau de Londres, il parvient à sauver onze images historiques du débarquement du 6 juin 1944 en Normandie des films de Robert Capa endommagés au développement,.
Il réalise en amateur en juillet-août 1944 des photos de la Libération en Normandie et en Bretagne. 
En 1953, John G. Morris rejoint l’agence Magnum, cofondée en 1947 par Robert Capa. Il a aussi travaillé pour les quotidiens américains The Washington Post et The New York Times.
John G. Morris meurt le 28 juillet 2017 dans un hôpital parisien, à l'âge de 100 ans.

## Récompenses
- Prix Erich-Salomon (2003)
- Prix Bayeux-Calvados des correspondants de guerre
- Infinity Awards, prix pour l'œuvre d'une vie (2010)

## Distinction
- Chevalier de la Légion d'honneur (2009).

## Ouvrages
- 1946 : Photographers Ran the War. texte de John G. Morris. Popular Photography, février 1926.
- 1946 : Married Veterans Take Over The Campus. texte de John G. Morris, Photographies de Myron H.Davis. Ladies' Home Journal, novembre 1946.
- 1947 : Tenth Reunion. texte de John G. Morris. University of Chicago Magazine, juin 1947.
- 1948 : Your America. texte de John G. et Mary Adele Morris. Ladies' Home Journal, juin 1948.
- 1948/1949 : People are People the World Over. 12 articles de John G. Morris. Ladies' Home Journal, avril 1948 - mars 1949.
- 1949 : The Soul of a Town. texte de John G. Morris. Pageant. décembre 1949.
- 1950 : Confessions of a Picture Editor. texte de John G. Morris. New York. Photo Notes, printemps 1950.
- 1950 : Let's Make Honest Pictures. texte de John G. Morris. Modern Photography, juin 1950.
- 1952 : The Face of My Enemy. Texte et photographies de John G. Morris. Pageant, mai 1952.
- 1954 : An Appreciation: Robert Capa, Werner Bischof. texte de John G. Morris. New York. Infinity, mai 1954.
- 1954 : Magnum Photos - An International Cooperative. texte de John G. Morris. New York. U.S. Camera, 1954.
- 1957 : Chim ... was Chim. texte de John G. Morris. Londres. Photography, janvier 1957.
- 1957 : Magnum. texte de John G. Morris. Popular Photography, septembre 1957.
- 1957 : Tribute. ASMP Picture Annual. Ridge Press. New York, 1957.
- 1957 : The World of David Seymour. texte de John G. Morris. New York. Infinity, hiver 1957.
- 1958 : Elliott Erwitt. texte de John G. Morris. Lucerne. Camera, mars 1958.
- 1962 : Photographers Don't Think! texte de John G. Morris. Popular Photography, décembre 1962.
- 1965 : Poverty in Perspective. texte de John G. Morris. The Washington Post, 30 mai 1965.
- 1965 : Extra, Extra--a Good Picture! texte de John G. Morris. Popular Photography, septembre 1965.
- 1966 : The New Look in Newspapers. texte de John G. Morris. National Press Photographer, juin 1966.
- 1966 : Great Combat Photos. texte de John G. Morris. Dateline, New York, Overseas Press Club, 1966.
- 1966 : Cliff Edom: The Man in Missouri. texte de John G. Morris. Popular Photography, septembre 1966.
- 1966 : Where is the Money in Photography? texte de John G. Morris. Popular Photography, octobre 1966.
- 1967 : And/Or. Preface de John G. Morris. Harper & Row, New York, 1967.
- 1968 : The Art of Seeing: A Guide to Travel Photography. texte de John G. Morris. Holiday, mars 1968.
- 1970 : How to Preserve Past and Present. texte de John G. Morris. The New York Times, 21 juin 1970.
- 1970 : An Editor Speaks Out - From The Other Side Of The Desk. texte de John G. Morris. NPPA, 1970.
- 1972 : This We Remember. texte de John G. Morris. Harper's Magazine. septembre 1972.
- 1974 : How Not to Sell Your Pictures. texte de John G. Morris. Popular Photography, janvier 1974.
- 1976 : World Press Photo 1976. Avant-propos de la publication annuelle par John G. Morris. World Press Photo 1976, Amsterdam, Teleboek bv., 1976
- 1977 : Eliot Porter, André Kertész, Henri Cartier-Bresson, Peter Magubane. Profil de chacun par John G. Morris. Quest/77 et suiv., début en 1977.
- 1977 : White House. Texte de John G. Morris. Popular Photography, août 1977.
- 1978 : Camera Courageous: John G. Morris remembers Eugene Smith. texte de John G. Morris. Quest/78, 1978.
- 1978 : A Gentle Vision: Photographs de André Kertész. texte de John G. Morris. The Sunday Times, 29 octobre 1978.
- 1982 : John G. Morris: A Photographic Memoir. texte de John G. Morris. Exposure, Society for Photographic Education, printemps 1982.
- 1983 : A Century Old, the Wonderful Brooklyn Bridge. texte de John G. Morris, photographies de Donal F. Holway. National Geographic, mai 1983.
- 1985 : W. Eugene Smith, Let Truth Be the Prejudice. Biographie illustrée de Ben Maddow ; postface de John G. Morris. Aperture, 1985.
- 1986 : FD Paris 1986. Introductory Chapter of Fodor's 1986 Travel Guide to Paris de John G Morris. Fodor's, 1985.
- 1998 : Get the Picture: A Personal History of Photojournalism. Autobiographie de John G. Morris. 1re éd., Random House, 1998.  (ISBN 0-226-53914-8) ; 2e éd., University of Chicago Press, 2002. Avant-propos de William H. McNeill, postface de John G Morris  (ISBN 978-0-226-53914-0)
- 1999 : Des hommes d'image : Une vie de photojournalisme, Paris, Éditions de la Martinière, 1999, 375 p. (ISBN 978-2-7324-2486-6 et 2-7324-2486-2)
- 2004 : How LIFE Covered D-Day. texte de John G Morris, International Herald Tribune. 6 juin 2004[7].
- 2004 : Henri Cartier-Bresson: The Photographer, The Artist, And My Friend. Text for Cover Story de John G. Morris. News Photographer, septembre 2004[8].
- 2004 : Robert Capa: D-Day. Textes de Robert Capa et John G. Morris. Point de vues, 2004  (ISBN 978-2-915548-09-9)
- 2010 : MoMA: Cartier-Bresson, Visionary. Article en ligne de John G. Morris. Vanity Fair, avril 2010[9].
- 2010 : Enough is Enough. Photoessay de John G. Morris. Frontline Club Broadsheet, Winter 2010[10].
- 2011 : Depression or Recession? Parallels with 1929. Article de John G. Morris. INSEAD Knowledge, juin 2011[11].
- 2011 : Robert Capa - Traces d'une Légende. Préface de John G. Morris. Bernard Lebrun et Michel Lefebvre. Éditions de la Martinière, Paris, France, 2011.
- 2012 : An American from Paris. Article de John G. Morris sur Berenice Abbott. Vanity Fair, février 2012, p. 107.
- 2012 : Time in Turkey. Article de John G. Morris. NewsPhotographer National Press Photographers Association, janvier/février 2012.
- 2012 : D-Day: Getting the Picture. Article de John G. Morris. The Fickle Grey Beast, juin 2012.
- 2011 : Robert Capa - Traces d'une Légende. Préface de John G. Morris. Bernard Lebrun et Michel Lefebvre. Éditions de la Martinière, Paris France. 2011.
- 2014 : Quelque Part en France - L’Été 1944 de John G. Morris (Somewhere in France - The Summer 1944 of John G. Morris). Book by John G. Morris, conceived by Robert Pledge. Marabout, 2014.